# Étoile de Bessèges 2023
L'Étoile de Bessèges 2023, oficialment Étoile de Bessèges-Tour du Gard 2023, 53a edició de l'Étoile de Bessèges, es disputà entre l'1 i el 5 de febrer de 2023 sobre un recorregut de 659,68 km repartits entre cinc etapes. La cursa formava part del calendari de l'UCI Europa Tour 2023, amb una categoria 2.1.
El vencedor final fou l'estatunidenc Neilson Powless (EF Education-EasyPost) que s'imposà per tan sols un segon al danès Mattias Skjelmose Jensen (Trek-Segafredo). Pierre Latour (TotalEnergies) completà el podi.

## Equips
L'organització convidà a 20 equips a prendre part en aquesta cursa.
| WorldTeams (8)- AG2R Citroën Team - Cofidis - Groupama-FDJ - Arkéa-Samsic - Ineos Grenadiers - Trek-Segafredo - Alpecin-Deceuninck - EF Education-EasyPost ProTeams (8)- TotalEnergies - Bingoal WB - Lotto Dstny - Israel-Premier Tech - Team Flanders-Baloise - Uno-X Pro Cycling Team - Equipo Kern Pharma - Tudor Pro Cycling Team Equips continentals (4)- Go Sport-Roubaix Lille Métropole - Nice Métropole Côte d'Azur - Saint Michel-Mavic-Auber 93 - CIC U Nantes Atlantique |
| |

## Etapes
| Etapa    | Data     | Ciutats d'etapa                     | type                      | Distància (km) | Desnivell (m) | Vencedor de l'etapa | Líder de la general |
| -------- | -------- | ----------------------------------- | ------------------------- | -------------- | ------------- | ------------------- | ------------------- |
| 1a etapa | 1 de feb | Bèlagarda – Bèlagarda               | etapa plana               | 162,18         | 800 m         | Arnaud De Lie       | Arnaud De Lie       |
| 2a etapa | 2 de feb | Bagarn – Aubais                     | etapa accidentada         | 169,63         | 1.732 m       | etapa neutralitzada | Arnaud De Lie       |
| 3a etapa | 3 de feb | Bessèja – Bessèja                   | etapa accidentada         | 169,71         | 3.053 m       | Arnaud De Lie       | Arnaud De Lie       |
| 4a etapa | 4 de feb | Sent Cristòu d'Alèst – Mont Bouquet | etapa accidentada         | 147,5          | 2.180 m       | Mattias Skjelmose   | Mattias Skjelmose   |
| 5a etapa | 5 de feb | Alèst – Alèst                       | contrarellotge individual | 10,66          | 222 m         | Mads Pedersen       | Neilson Powless     |

### Etapa 1
| \| Classificació de l'etapa \| Classificació de l'etapa \| Classificació de l'etapa \| Classificació de l'etapa \| Classificació de l'etapa \| \| Corredor \| Corredor \| Equip \| Temps \| \| \| ------------------------ \| -------------------------- \| ------------------------ \| ------------------------ \| ------------------------ \| \| 1r \| Arnaud De Lie \| Lotto Dstny \| 3h 30' 35" \| \| \| 2n \| Mads Pedersen \| Trek-Segafredo \| + 0" \| \| \| 3r \| Benoît Cosnefroy \| AG2R Citroën Team \| + 0" \| \| \| 4t \| Dylan Teuns \| Israel-Premier Tech \| + 3" \| \| \| 5è \| Andrea Piccolo \| EF Education-EasyPost \| + 3" \| \| \| 6è \| Mattias Skjelmose \| Trek-Segafredo \| + 5" \| \| \| 7è \| Neilson Powless \| EF Education-EasyPost \| + 5" \| \| \| 8è \| Aaron Van Poucke \| Team Flanders-Baloise \| + 5" \| \| \| 9è \| Pau Miquel Delgado \| Equipo Kern Pharma \| + 8" \| \| \| 10è \| Anders Halland Johannessen \| Uno-X Pro Cycling Team \| + 8" \| \| |                            |                        |            |
| |                            |                        |            |
| |                            |                        |            |
| Classificació de l'etapa |                            |                        |            |
| Corredor | Corredor                   | Equip                  | Temps      |
| 1r | Arnaud De Lie              | Lotto Dstny            | 3h 30' 35" |
| 2n | Mads Pedersen              | Trek-Segafredo         | + 0"       |
| 3r | Benoît Cosnefroy           | AG2R Citroën Team      | + 0"       |
| 4t | Dylan Teuns                | Israel-Premier Tech    | + 3"       |
| 5è | Andrea Piccolo             | EF Education-EasyPost  | + 3"       |
| 6è | Mattias Skjelmose          | Trek-Segafredo         | + 5"       |
| 7è | Neilson Powless            | EF Education-EasyPost  | + 5"       |
| 8è | Aaron Van Poucke           | Team Flanders-Baloise  | + 5"       |
| 9è | Pau Miquel Delgado         | Equipo Kern Pharma     | + 8"       |
| 10è | Anders Halland Johannessen | Uno-X Pro Cycling Team | + 8"       |

| \| Classificació general \| Classificació general \| Classificació general \| Classificació general \| Classificació general \| \| Corredor \| Corredor \| Equip \| Temps \| \| \| --------------------- \| -------------------------- \| ---------------------- \| --------------------- \| --------------------- \| \| 1r \| Arnaud De Lie \| Lotto Dstny \| 3h 30' 25" \| \| \| 2n \| Mads Pedersen \| Trek-Segafredo \| + 4" \| \| \| 3r \| Benoît Cosnefroy \| AG2R Citroën Team \| + 6" \| \| \| 4t \| Dylan Teuns \| Israel-Premier Tech \| + 13" \| \| \| 5è \| Andrea Piccolo \| EF Education-EasyPost \| + 13" \| \| \| 6è \| Mattias Skjelmose \| Trek-Segafredo \| + 15" \| \| \| 7è \| Neilson Powless \| EF Education-EasyPost \| + 15" \| \| \| 8è \| Aaron Van Poucke \| Team Flanders-Baloise \| + 15" \| \| \| 9è \| Pau Miquel Delgado \| Equipo Kern Pharma \| + 18" \| \| \| 10è \| Anders Halland Johannessen \| Uno-X Pro Cycling Team \| + 18" \| \| |                            |                        |            |
| |                            |                        |            |
| |                            |                        |            |
| Classificació general |                            |                        |            |
| Corredor | Corredor                   | Equip                  | Temps      |
| 1r | Arnaud De Lie              | Lotto Dstny            | 3h 30' 25" |
| 2n | Mads Pedersen              | Trek-Segafredo         | + 4"       |
| 3r | Benoît Cosnefroy           | AG2R Citroën Team      | + 6"       |
| 4t | Dylan Teuns                | Israel-Premier Tech    | + 13"      |
| 5è | Andrea Piccolo             | EF Education-EasyPost  | + 13"      |
| 6è | Mattias Skjelmose          | Trek-Segafredo         | + 15"      |
| 7è | Neilson Powless            | EF Education-EasyPost  | + 15"      |
| 8è | Aaron Van Poucke           | Team Flanders-Baloise  | + 15"      |
| 9è | Pau Miquel Delgado         | Equipo Kern Pharma     | + 18"      |
| 10è | Anders Halland Johannessen | Uno-X Pro Cycling Team | + 18"      |

### Etapa 2
Degut a una caiguda a manca d'una vintena de quilòmetres de l'arribada que obligà on es van veure implicats molts ciclistes i que va necessitar de totes les ambulàncies disponibles l'etapa fou neutralitzada.

### Etapa 3
| \| Classificació de l'etapa \| Classificació de l'etapa \| Classificació de l'etapa \| Classificació de l'etapa \| Classificació de l'etapa \| \| Corredor \| Corredor \| Equip \| Temps \| \| \| ------------------------ \| ------------------------ \| ------------------------ \| ------------------------ \| ------------------------ \| \| 1r \| Arnaud De Lie \| Lotto Dstny \| 4h 03' 47" \| \| \| 2n \| Valentin Ferron \| TotalEnergies \| + 0" \| \| \| 3r \| Samuel Watson \| Groupama-FDJ \| + 0" \| \| \| 4t \| Louis Barré \| Arkéa-Samsic \| + 0" \| \| \| 5è \| Sep Vanmarcke \| Israel-Premier Tech \| + 0" \| \| \| 6è \| Joel Suter \| Tudor Pro Cycling Team \| + 0" \| \| \| 7è \| Rémy Mertz \| Bingoal WB \| + 0" \| \| \| 8è \| Pierre Latour \| TotalEnergies \| + 0" \| \| \| 9è \| Greg Van Avermaet \| AG2R Citroën Team \| + 0" \| \| \| 10è \| Franck Bonnamour \| AG2R Citroën Team \| + 0" \| \| |                   |                        |            |
| |                   |                        |            |
| |                   |                        |            |
| Classificació de l'etapa |                   |                        |            |
| Corredor | Corredor          | Equip                  | Temps      |
| 1r | Arnaud De Lie     | Lotto Dstny            | 4h 03' 47" |
| 2n | Valentin Ferron   | TotalEnergies          | + 0"       |
| 3r | Samuel Watson     | Groupama-FDJ           | + 0"       |
| 4t | Louis Barré       | Arkéa-Samsic           | + 0"       |
| 5è | Sep Vanmarcke     | Israel-Premier Tech    | + 0"       |
| 6è | Joel Suter        | Tudor Pro Cycling Team | + 0"       |
| 7è | Rémy Mertz        | Bingoal WB             | + 0"       |
| 8è | Pierre Latour     | TotalEnergies          | + 0"       |
| 9è | Greg Van Avermaet | AG2R Citroën Team      | + 0"       |
| 10è | Franck Bonnamour  | AG2R Citroën Team      | + 0"       |

| \| Classificació general \| Classificació general \| Classificació general \| Classificació general \| Classificació general \| \| Corredor \| Corredor \| Equip \| Temps \| \| \| --------------------- \| --------------------- \| --------------------- \| --------------------- \| --------------------- \| \| 1r \| Arnaud De Lie \| Lotto Dstny \| 7h 34' 02" \| \| \| 2n \| Benoît Cosnefroy \| AG2R Citroën Team \| + 16" \| \| \| 3r \| Dylan Teuns \| Israel-Premier Tech \| + 23" \| \| \| 4t \| Samuel Watson \| Groupama-FDJ \| + 24" \| \| \| 5è \| Mattias Skjelmose \| Trek-Segafredo \| + 25" \| \| \| 6è \| Neilson Powless \| EF Education-EasyPost \| + 25" \| \| \| 7è \| Pierre Latour \| TotalEnergies \| + 28" \| \| \| 8è \| Ben Tulett \| Ineos Grenadiers \| + 28" \| \| \| 9è \| Krists Neilands \| Israel-Premier Tech \| + 28" \| \| \| 10è \| Pau Miquel Delgado \| Equipo Kern Pharma \| + 28" \| \| |                    |                       |            |
| |                    |                       |            |
| |                    |                       |            |
| Classificació general |                    |                       |            |
| Corredor | Corredor           | Equip                 | Temps      |
| 1r | Arnaud De Lie      | Lotto Dstny           | 7h 34' 02" |
| 2n | Benoît Cosnefroy   | AG2R Citroën Team     | + 16"      |
| 3r | Dylan Teuns        | Israel-Premier Tech   | + 23"      |
| 4t | Samuel Watson      | Groupama-FDJ          | + 24"      |
| 5è | Mattias Skjelmose  | Trek-Segafredo        | + 25"      |
| 6è | Neilson Powless    | EF Education-EasyPost | + 25"      |
| 7è | Pierre Latour      | TotalEnergies         | + 28"      |
| 8è | Ben Tulett         | Ineos Grenadiers      | + 28"      |
| 9è | Krists Neilands    | Israel-Premier Tech   | + 28"      |
| 10è | Pau Miquel Delgado | Equipo Kern Pharma    | + 28"      |

### Etapa 4
| \| Classificació de l'etapa \| Classificació de l'etapa \| Classificació de l'etapa \| Classificació de l'etapa \| Classificació de l'etapa \| \| Corredor \| Corredor \| Equip \| Temps \| \| \| ------------------------ \| ------------------------ \| ------------------------ \| ------------------------ \| ------------------------ \| \| 1r \| Mattias Skjelmose \| Trek-Segafredo \| 3h 22' 23" \| \| \| 2n \| Neilson Powless \| EF Education-EasyPost \| + 0" \| \| \| 3r \| Pierre Latour \| TotalEnergies \| + 13" \| \| \| 4t \| Pàvel Sivakov \| Ineos Grenadiers \| + 19" \| \| \| 5è \| Kévin Vauquelin \| Arkéa-Samsic \| + 1' 06" \| \| \| 6è \| Thibaut Pinot \| Groupama-FDJ \| + 1' 17" \| \| \| 7è \| Hugo Houle \| Israel-Premier Tech \| + 1' 30" \| \| \| 8è \| Arnaud De Lie \| Lotto Dstny \| + 1' 34" \| \| \| 9è \| Julien Bernard \| Trek-Segafredo \| + 1' 40" \| \| \| 10è \| Axel Laurance \| Alpecin-Deceuninck \| + 1' 53" \| \| |                   |                       |            |
| |                   |                       |            |
| |                   |                       |            |
| Classificació de l'etapa |                   |                       |            |
| Corredor | Corredor          | Equip                 | Temps      |
| 1r | Mattias Skjelmose | Trek-Segafredo        | 3h 22' 23" |
| 2n | Neilson Powless   | EF Education-EasyPost | + 0"       |
| 3r | Pierre Latour     | TotalEnergies         | + 13"      |
| 4t | Pàvel Sivakov     | Ineos Grenadiers      | + 19"      |
| 5è | Kévin Vauquelin   | Arkéa-Samsic          | + 1' 06"   |
| 6è | Thibaut Pinot     | Groupama-FDJ          | + 1' 17"   |
| 7è | Hugo Houle        | Israel-Premier Tech   | + 1' 30"   |
| 8è | Arnaud De Lie     | Lotto Dstny           | + 1' 34"   |
| 9è | Julien Bernard    | Trek-Segafredo        | + 1' 40"   |
| 10è | Axel Laurance     | Alpecin-Deceuninck    | + 1' 53"   |

| \| Classificació general \| Classificació general \| Classificació general \| Classificació general \| Classificació general \| \| Corredor \| Corredor \| Equip \| Temps \| \| \| --------------------- \| --------------------- \| --------------------- \| --------------------- \| --------------------- \| \| 1r \| Mattias Skjelmose \| Trek-Segafredo \| 10h 56' 40" \| \| \| 2n \| Neilson Powless \| EF Education-EasyPost \| + 4" \| \| \| 3r \| Pierre Latour \| TotalEnergies \| + 22" \| \| \| 4t \| Pàvel Sivakov \| Ineos Grenadiers \| + 1' 00" \| \| \| 5è \| Arnaud De Lie \| Lotto Dstny \| + 1' 19" \| \| \| 6è \| Kévin Vauquelin \| Arkéa-Samsic \| + 1' 26" \| \| \| 7è \| Thibaut Pinot \| Groupama-FDJ \| + 1' 37" \| \| \| 8è \| Hugo Houle \| Israel-Premier Tech \| + 1' 50" \| \| \| 9è \| Krists Neilands \| Israel-Premier Tech \| + 2' 13" \| \| \| 10è \| Anthony Perez \| Cofidis \| + 2' 13" \| \| |                   |                       |             |
| |                   |                       |             |
| |                   |                       |             |
| Classificació general |                   |                       |             |
| Corredor | Corredor          | Equip                 | Temps       |
| 1r | Mattias Skjelmose | Trek-Segafredo        | 10h 56' 40" |
| 2n | Neilson Powless   | EF Education-EasyPost | + 4"        |
| 3r | Pierre Latour     | TotalEnergies         | + 22"       |
| 4t | Pàvel Sivakov     | Ineos Grenadiers      | + 1' 00"    |
| 5è | Arnaud De Lie     | Lotto Dstny           | + 1' 19"    |
| 6è | Kévin Vauquelin   | Arkéa-Samsic          | + 1' 26"    |
| 7è | Thibaut Pinot     | Groupama-FDJ          | + 1' 37"    |
| 8è | Hugo Houle        | Israel-Premier Tech   | + 1' 50"    |
| 9è | Krists Neilands   | Israel-Premier Tech   | + 2' 13"    |
| 10è | Anthony Perez     | Cofidis               | + 2' 13"    |

### Etapa 5
| \| Classificació de l'etapa \| Classificació de l'etapa \| Classificació de l'etapa \| Classificació de l'etapa \| Classificació de l'etapa \| \| Corredor \| Corredor \| Equip \| Temps \| \| \| ------------------------ \| ------------------------ \| ------------------------ \| ------------------------ \| ------------------------ \| \| 1r \| Mads Pedersen \| Trek-Segafredo \| 15' 25" \| \| \| 2n \| Joshua Tarling \| Ineos Grenadiers \| + 8" \| \| \| 3r \| Ben Tulett \| Ineos Grenadiers \| + 10" \| \| \| 4t \| Kévin Vauquelin \| Arkéa-Samsic \| + 11" \| \| \| 5è \| Pierre Latour \| TotalEnergies \| + 15" \| \| \| 6è \| Magnus Cort Nielsen \| EF Education-EasyPost \| + 20" \| \| \| 7è \| Ben Turner \| Ineos Grenadiers \| + 20" \| \| \| 8è \| Neilson Powless \| EF Education-EasyPost \| + 21" \| \| \| 9è \| Mattias Skjelmose \| Trek-Segafredo \| + 26" \| \| \| 10è \| Bruno Armirail \| Groupama-FDJ \| + 26" \| \| |                     |                       |         |
| |                     |                       |         |
| |                     |                       |         |
| Classificació de l'etapa |                     |                       |         |
| Corredor | Corredor            | Equip                 | Temps   |
| 1r | Mads Pedersen       | Trek-Segafredo        | 15' 25" |
| 2n | Joshua Tarling      | Ineos Grenadiers      | + 8"    |
| 3r | Ben Tulett          | Ineos Grenadiers      | + 10"   |
| 4t | Kévin Vauquelin     | Arkéa-Samsic          | + 11"   |
| 5è | Pierre Latour       | TotalEnergies         | + 15"   |
| 6è | Magnus Cort Nielsen | EF Education-EasyPost | + 20"   |
| 7è | Ben Turner          | Ineos Grenadiers      | + 20"   |
| 8è | Neilson Powless     | EF Education-EasyPost | + 21"   |
| 9è | Mattias Skjelmose   | Trek-Segafredo        | + 26"   |
| 10è | Bruno Armirail      | Groupama-FDJ          | + 26"   |

## Classificació final
| \| Classificació general \| Classificació general \| Classificació general \| Classificació general \| Classificació general \| \| Corredor \| Corredor \| Equip \| Temps \| \| \| --------------------- \| --------------------- \| ---------------------- \| --------------------- \| --------------------- \| \| 1r \| Neilson Powless \| EF Education-EasyPost \| 11h 12' 30" \| \| \| 2n \| Mattias Skjelmose \| Trek-Segafredo \| + 1" \| \| \| 3r \| Pierre Latour \| TotalEnergies \| + 12" \| \| \| 4t \| Kévin Vauquelin \| Arkéa-Samsic \| + 1' 12" \| \| \| 5è \| Pàvel Sivakov \| Ineos Grenadiers \| + 1' 27" \| \| \| 6è \| Thibaut Pinot \| Groupama-FDJ \| + 1' 58" \| \| \| 7è \| Arnaud De Lie \| Lotto Dstny \| + 2' 04" \| \| \| 8è \| Hugo Houle \| Israel-Premier Tech \| + 2' 27" \| \| \| 9è \| Anthony Perez \| Cofidis \| + 2' 36" \| \| \| 10è \| Joel Suter \| Tudor Pro Cycling Team \| + 2' 53" \| \| |                   |                        |             |
| |                   |                        |             |
| Font: ProCyclingStats |                   |                        |             |
| Classificació general |                   |                        |             |
| Corredor | Corredor          | Equip                  | Temps       |
| 1r | Neilson Powless   | EF Education-EasyPost  | 11h 12' 30" |
| 2n | Mattias Skjelmose | Trek-Segafredo         | + 1"        |
| 3r | Pierre Latour     | TotalEnergies          | + 12"       |
| 4t | Kévin Vauquelin   | Arkéa-Samsic           | + 1' 12"    |
| 5è | Pàvel Sivakov     | Ineos Grenadiers       | + 1' 27"    |
| 6è | Thibaut Pinot     | Groupama-FDJ           | + 1' 58"    |
| 7è | Arnaud De Lie     | Lotto Dstny            | + 2' 04"    |
| 8è | Hugo Houle        | Israel-Premier Tech    | + 2' 27"    |
| 9è | Anthony Perez     | Cofidis                | + 2' 36"    |
| 10è | Joel Suter        | Tudor Pro Cycling Team | + 2' 53"    |

### Classificacions secundàries
| Classificació per punts | Classificació per punts | Classificació per punts | Classificació per punts | Classificació per punts |
| Corredor                | Corredor                | Equip                   | Punts                   |                         |
| ----------------------- | ----------------------- | ----------------------- | ----------------------- | ----------------------- |
| 1r                      | Arnaud De Lie           | Lotto Dstny             | 58 pts                  |                         |
| 2n                      | Mattias Skjelmose       | Trek-Segafredo          | 46 pts                  |                         |
| 3r                      | Mads Pedersen           | Trek-Segafredo          | 45 pts                  |                         |
| 4t                      | Neilson Powless         | EF Education-EasyPost   | 38 pts                  |                         |
| 5è                      | Pierre Latour           | TotalEnergies           | 38 pts                  |                         |
| 6è                      | Kévin Vauquelin         | Arkéa-Samsic            | 31 pts                  |                         |
| 7è                      | Samuel Watson           | Groupama-FDJ            | 21 pts                  |                         |
| 8è                      | Valentin Ferron         | TotalEnergies           | 20 pts                  |                         |
| 9è                      | Ben Tulett              | Ineos Grenadiers        | 20 pts                  |                         |
| 10è                     | Joshua Tarling          | Ineos Grenadiers        | 20 pts                  |                         |

| Classificació per punts | Classificació per punts | Classificació per punts | Classificació per punts | Classificació per punts |
| Corredor                | Corredor                | Equip                   | Punts                   |                         |
| ----------------------- | ----------------------- | ----------------------- | ----------------------- | ----------------------- |
| 1r                      | Arnaud De Lie           | Lotto Dstny             | 58 pts                  |                         |
| 2n                      | Mattias Skjelmose       | Trek-Segafredo          | 46 pts                  |                         |
| 3r                      | Mads Pedersen           | Trek-Segafredo          | 45 pts                  |                         |
| 4t                      | Neilson Powless         | EF Education-EasyPost   | 38 pts                  |                         |
| 5è                      | Pierre Latour           | TotalEnergies           | 38 pts                  |                         |
| 6è                      | Kévin Vauquelin         | Arkéa-Samsic            | 31 pts                  |                         |
| 7è                      | Samuel Watson           | Groupama-FDJ            | 21 pts                  |                         |
| 8è                      | Valentin Ferron         | TotalEnergies           | 20 pts                  |                         |
| 9è                      | Ben Tulett              | Ineos Grenadiers        | 20 pts                  |                         |
| 10è                     | Joshua Tarling          | Ineos Grenadiers        | 20 pts                  |                         |

| Classificació de la muntanya | Classificació de la muntanya | Classificació de la muntanya | Classificació de la muntanya | Classificació de la muntanya |
| Corredor                     | Corredor                     | Equip                        | Punts                        |                              |
| ---------------------------- | ---------------------------- | ---------------------------- | ---------------------------- | ---------------------------- |
| 1r                           | Vito Braet                   | Team Flanders-Baloise        | 34 pts                       |                              |
| 2n                           | Neilson Powless              | EF Education-EasyPost        | 26 pts                       |                              |
| 3r                           | Mattias Skjelmose            | Trek-Segafredo               | 23 pts                       |                              |
| 4t                           | Dries De Bondt               | Alpecin-Deceuninck           | 18 pts                       |                              |
| 5è                           | Kévin Vauquelin              | Arkéa-Samsic                 | 16 pts                       |                              |
| 6è                           | Thomas Champion              | Cofidis                      | 14 pts                       |                              |
| 7è                           | Ben Turner                   | Ineos Grenadiers             | 14 pts                       |                              |
| 8è                           | Mads Pedersen                | Trek-Segafredo               | 13 pts                       |                              |
| 9è                           | Andrea Mifsud                | Nice Métropole Côte d'Azur   | 12 pts                       |                              |
| 10è                          | Ben Tulett                   | Ineos Grenadiers             | 10 pts                       |                              |

| Classificació de la muntanya | Classificació de la muntanya | Classificació de la muntanya | Classificació de la muntanya | Classificació de la muntanya |
| Corredor                     | Corredor                     | Equip                        | Punts                        |                              |
| ---------------------------- | ---------------------------- | ---------------------------- | ---------------------------- | ---------------------------- |
| 1r                           | Vito Braet                   | Team Flanders-Baloise        | 34 pts                       |                              |
| 2n                           | Neilson Powless              | EF Education-EasyPost        | 26 pts                       |                              |
| 3r                           | Mattias Skjelmose            | Trek-Segafredo               | 23 pts                       |                              |
| 4t                           | Dries De Bondt               | Alpecin-Deceuninck           | 18 pts                       |                              |
| 5è                           | Kévin Vauquelin              | Arkéa-Samsic                 | 16 pts                       |                              |
| 6è                           | Thomas Champion              | Cofidis                      | 14 pts                       |                              |
| 7è                           | Ben Turner                   | Ineos Grenadiers             | 14 pts                       |                              |
| 8è                           | Mads Pedersen                | Trek-Segafredo               | 13 pts                       |                              |
| 9è                           | Andrea Mifsud                | Nice Métropole Côte d'Azur   | 12 pts                       |                              |
| 10è                          | Ben Tulett                   | Ineos Grenadiers             | 10 pts                       |                              |

| Classificació del millor jove | Classificació del millor jove | Classificació del millor jove       | Classificació del millor jove | Classificació del millor jove |
| Corredor                      | Corredor                      | Equip                               | Temps                         |                               |
| ----------------------------- | ----------------------------- | ----------------------------------- | ----------------------------- | ----------------------------- |
| 1r                            | Mattias Skjelmose             | Trek-Segafredo                      | 11h 12' 31"                   |                               |
| 2n                            | Kévin Vauquelin               | Arkéa-Samsic                        | + 1' 11"                      |                               |
| 3r                            | Arnaud De Lie                 | Lotto Dstny                         | + 2' 03"                      |                               |
| 4t                            | Pau Miquel Delgado            | Equipo Kern Pharma                  | + 3' 07"                      |                               |
| 5è                            | Axel Laurance                 | Alpecin-Deceuninck Development Team | + 3' 58"                      |                               |
| 6è                            | Raúl García Pierna            | Equipo Kern Pharma                  | + 4' 09"                      |                               |
| 7è                            | Jenno Berckmoes               | Team Flanders-Baloise               | + 5' 32"                      |                               |
| 8è                            | Louis Barré                   | Arkéa-Samsic                        | + 8' 31"                      |                               |
| 9è                            | Petr Kelemen                  | Tudor Pro Cycling Team              | + 10' 13"                     |                               |
| 10è                           | Luca Van Boven                | Bingoal WB                          | + 12' 22"                     |                               |

| Classificació del millor jove | Classificació del millor jove | Classificació del millor jove       | Classificació del millor jove | Classificació del millor jove |
| Corredor                      | Corredor                      | Equip                               | Temps                         |                               |
| ----------------------------- | ----------------------------- | ----------------------------------- | ----------------------------- | ----------------------------- |
| 1r                            | Mattias Skjelmose             | Trek-Segafredo                      | 11h 12' 31"                   |                               |
| 2n                            | Kévin Vauquelin               | Arkéa-Samsic                        | + 1' 11"                      |                               |
| 3r                            | Arnaud De Lie                 | Lotto Dstny                         | + 2' 03"                      |                               |
| 4t                            | Pau Miquel Delgado            | Equipo Kern Pharma                  | + 3' 07"                      |                               |
| 5è                            | Axel Laurance                 | Alpecin-Deceuninck Development Team | + 3' 58"                      |                               |
| 6è                            | Raúl García Pierna            | Equipo Kern Pharma                  | + 4' 09"                      |                               |
| 7è                            | Jenno Berckmoes               | Team Flanders-Baloise               | + 5' 32"                      |                               |
| 8è                            | Louis Barré                   | Arkéa-Samsic                        | + 8' 31"                      |                               |
| 9è                            | Petr Kelemen                  | Tudor Pro Cycling Team              | + 10' 13"                     |                               |
| 10è                           | Luca Van Boven                | Bingoal WB                          | + 12' 22"                     |                               |

| Classificació per equips | Classificació per equips | Classificació per equips | Classificació per equips |
| Equip                    | Equip                    | Temps                    |                          |
| ------------------------ | ------------------------ | ------------------------ | ------------------------ |
| 1r                       | TotalEnergies            | 33h 44' 32"              |                          |
| 2n                       | Israel-Premier Tech      | + 1' 37"                 |                          |
| 3r                       | Cofidis                  | + 5' 33"                 |                          |
| 4t                       | AG2R Citroën Team        | + 7' 07"                 |                          |
| 5è                       | Tudor Pro Cycling Team   | + 7' 43"                 |                          |

| Classificació per equips | Classificació per equips | Classificació per equips | Classificació per equips |
| Equip                    | Equip                    | Temps                    |                          |
| ------------------------ | ------------------------ | ------------------------ | ------------------------ |
| 1r                       | TotalEnergies            | 33h 44' 32"              |                          |
| 2n                       | Israel-Premier Tech      | + 1' 37"                 |                          |
| 3r                       | Cofidis                  | + 5' 33"                 |                          |
| 4t                       | AG2R Citroën Team        | + 7' 07"                 |                          |
| 5è                       | Tudor Pro Cycling Team   | + 7' 43"                 |                          |

## Evolució de les classificacions
| Etapa              | Vencedor                 | Classificació general    | Classificació de la muntanya | Classificació per punts | Classificació dels joves | Classificació per equips |
| ------------------ | ------------------------ | ------------------------ | ---------------------------- | ----------------------- | ------------------------ | ------------------------ |
| 1                  | Arnaud De Lie            | Arnaud De Lie            | Ayco Bastiaens               | Arnaud De Lie           | Arnaud De Lie            | EF Education-EasyPost    |
| 2                  | ningú                    | Arnaud De Lie            | Vito Braet                   | Arnaud De Lie           | Arnaud De Lie            | EF Education-EasyPost    |
| 3                  | Arnaud De Lie            | Arnaud De Lie            | Vito Braet                   | Arnaud De Lie           | Arnaud De Lie            | Israel-Premier Tech      |
| 4                  | Mattias Skjelmose Jensen | Mattias Skjelmose Jensen | Vito Braet                   | Arnaud De Lie           | Mattias Skjelmose Jensen | Team TotalEnergies       |
| 5                  | Mads Pedersen            | Neilson Powless          | Vito Braet                   | Arnaud De Lie           | Mattias Skjelmose Jensen | Team TotalEnergies       |
| Classements finals | Classements finals       | Neilson Powless          | Vito Braet                   | Arnaud De Lie           | Mattias Skjelmose Jensen | Team TotalEnergies       |

## Llista de participants
| Cofidis COF | Cofidis COF               | Cofidis COF |
| ----------- | ------------------------- | ----------- |
| Núm         | Ciclista                  | Pos         |
| 1           | Benjamin Thomas (FRA)     | 11è         |
| 2           | Thomas Champion (FRA)     | 105è        |
| 3           | Alexandre Delettre (FRA)  | 27è         |
| 4           | Anthony Perez (FRA)       | 9è          |
| 5           | Pierre-Luc Périchon (FRA) | 74è         |
| 6           | Hugo Toumire (FRA)        | 64è         |
| 7           | Jelle Wallays (BEL)       | 91è         |

| Ineos Grenadiers IGD | Ineos Grenadiers IGD     | Ineos Grenadiers IGD |
| -------------------- | ------------------------ | -------------------- |
| Núm                  | Ciclista                 | Pos                  |
| 11                   | Michał Kwiatkowski (POL) | 54è                  |
| 12                   | Michael Leonard (CAN)    | 86è                  |
| 13                   | Luke Rowe (GBR)          | 60è                  |
| 14                   | Pàvel Sivakov (FRA)      | 5è                   |
| 15                   | Joshua Tarling (GBR)     | 56è                  |
| 16                   | Ben Tulett (GBR)         | 49è                  |
| 17                   | Ben Turner (GBR)         | 38è                  |

| AG2R Citroën Team ACT | AG2R Citroën Team ACT        | AG2R Citroën Team ACT |
| --------------------- | ---------------------------- | --------------------- |
| Núm                   | Ciclista                     | Pos                   |
| 21                    | Benoît Cosnefroy (FRA)       | 39è                   |
| 22                    | Franck Bonnamour (FRA)       | 16è                   |
| 23                    | Greg Van Avermaet (BEL)      | 20è                   |
| 24                    | Oliver Naesen (BEL)          | 29è                   |
| 25                    | Valentin Paret-Peintre (FRA) | 96è                   |
| 26                    | Alan Retailleau (FRA)        | 66è                   |
| 27                    | Lawrence Warbasse (USA)      | 53è                   |

| Trek-Segafredo TFS | Trek-Segafredo TFS      | Trek-Segafredo TFS |
| ------------------ | ----------------------- | ------------------ |
| Núm                | Ciclista                | Pos                |
| 31                 | Mads Pedersen (DEN)     | 69è                |
| 32                 | Julien Bernard (FRA)    | 13è                |
| 33                 | Markus Hoelgaard (NOR)  | 51è                |
| 34                 | Jacopo Mosca (ITA)      | 81è                |
| 35                 | Mattias Skjelmose (DEN) | 2n                 |
| 36                 | Toms Skujiņš (LAT)      | 68è                |
| 37                 | Otto Vergaerde (BEL)    | DNF-1              |

| Groupama-FDJ GFC | Groupama-FDJ GFC        | Groupama-FDJ GFC |
| ---------------- | ----------------------- | ---------------- |
| Núm              | Ciclista                | Pos              |
| 41               | Thibaut Pinot (FRA)     | 6è               |
| 42               | Bruno Armirail (FRA)    | 52è              |
| 43               | Enzo Paleni (FRA)       | 109è             |
| 44               | Fabian Lienhard (SUI)   | 98è              |
| 45               | Jake Stewart (GBR)      | DNF-4            |
| 46               | Lars van den Berg (NED) | NP-3             |
| 47               | Samuel Watson (GBR)     | 55è              |

| Alpecin-Deceuninck ADC | Alpecin-Deceuninck ADC      | Alpecin-Deceuninck ADC |
| ---------------------- | --------------------------- | ---------------------- |
| Núm                    | Ciclista                    | Pos                    |
| 51                     | Dries De Bondt (BEL)        | 75è                    |
| 52                     | Robbe Ghys (BEL)            | 108è                   |
| 53                     | Axel Laurance (FRA)         | 18è                    |
| 54                     | Edward Planckaert (BEL)     | 76è                    |
| 55                     | Lionel Taminiaux (BEL)      | 79è                    |
| 56                     | Fabio Van den Bossche (BEL) | 43è                    |
| 57                     | Ayco Bastiaens (BEL)        | 87è                    |

| EF Education-EasyPost EFE | EF Education-EasyPost EFE      | EF Education-EasyPost EFE |
| ------------------------- | ------------------------------ | ------------------------- |
| Núm                       | Ciclista                       | Pos                       |
| 61                        | Magnus Cort Nielsen (DEN)      | 58è                       |
| 62                        | Stefan Bissegger (SUI) (crono) | 72è                       |
| 63                        | Simon Carr (GBR)               | 111è                      |
| 64                        | Ben Healy (IRL)                | NP-3                      |
| 65                        | Mark Padun (UKR)               | 100è                      |
| 66                        | Andrea Piccolo (ITA)           | 57è                       |
| 67                        | Neilson Powless (USA)          | 1r                        |

| Arkéa-Samsic ARK | Arkéa-Samsic ARK         | Arkéa-Samsic ARK |
| ---------------- | ------------------------ | ---------------- |
| Núm              | Ciclista                 | Pos              |
| 71               | Kévin Vauquelin (FRA)    | 4t               |
| 72               | Alan Riou (FRA)          | 92è              |
| 73               | Thibault Guernalec (FRA) | 37è              |
| 74               | Daniel McLay (GBR)       | 104è             |
| 75               | Luca Mozzato (ITA)       | 50è              |
| 76               | Louis Barré (FRA)        | 31è              |
| 77               | Laurent Pichon (FRA)     | 85è              |

| Israel-Premier Tech IPT | Israel-Premier Tech IPT | Israel-Premier Tech IPT |
| ----------------------- | ----------------------- | ----------------------- |
| Núm                     | Ciclista                | Pos                     |
| 81                      | Guillaume Boivin (CAN)  | NP-5                    |
| 82                      | Hugo Houle (CAN)        | 8è                      |
| 83                      | Krists Neilands (LAT)   | 12è                     |
| 84                      | Dylan Teuns (BEL)       | 15è                     |
| 85                      | Sep Vanmarcke (BEL)     | 34è                     |
| 86                      | Oded Kogut (ISR)        | 112è                    |
| 87                      | Nadav Raisberg (ISR)    | 61è                     |

| Lotto Dstny LTD | Lotto Dstny LTD          | Lotto Dstny LTD |
| --------------- | ------------------------ | --------------- |
| Núm             | Ciclista                 | Pos             |
| 91              | Arnaud De Lie (BEL)      | 7è              |
| 92              | Cedric Beullens (BEL)    | NP-3            |
| 93              | Jasper De Buyst (BEL)    | 46è             |
| 94              | Johannes Adamietz (GER)  | FC-5            |
| 95              | Sébastien Grignard (BEL) | NP-3            |
| 96              | Liam Slock (BEL)         | 77è             |
| 97              | Brent Van Moer (BEL)     | 25è             |

| TotalEnergies TEN | TotalEnergies TEN        | TotalEnergies TEN |
| ----------------- | ------------------------ | ----------------- |
| Núm               | Ciclista                 | Pos               |
| 101               | Pierre Latour (FRA)      | 3r                |
| 102               | Mathieu Burgaudeau (FRA) | 17è               |
| 103               | Anthony Turgis (FRA)     | 36è               |
| 104               | Thomas Bonnet (FRA)      | 26è               |
| 105               | Valentin Ferron (FRA)    | 21è               |
| 106               | Julien Simon (FRA)       | 32è               |
| 107               | Dries Van Gestel (BEL)   | 44è               |

| Team Flanders-Baloise TFB | Team Flanders-Baloise TFB | Team Flanders-Baloise TFB |
| ------------------------- | ------------------------- | ------------------------- |
| Núm                       | Ciclista                  | Pos                       |
| 111                       | Jenno Berckmoes (BEL)     | 23è                       |
| 112                       | Vito Braet (BEL)          | 106è                      |
| 113                       | Gilles De Wilde (BEL)     | 59è                       |
| 114                       | Milan Fretin (BEL)        | 95è                       |
| 115                       | Elias Maris (BEL)         | 73è                       |
| 116                       | Aaron Van Poucke (BEL)    | 93è                       |
| 117                       | Aaron Verwilst (BEL)      | DNF-1                     |

| Uno-X Pro Cycling Team UXT | Uno-X Pro Cycling Team UXT       | Uno-X Pro Cycling Team UXT |
| -------------------------- | -------------------------------- | -------------------------- |
| Núm                        | Ciclista                         | Pos                        |
| 121                        | Kristoffer Halvorsen (NOR)       | 67è                        |
| 122                        | Anders Halland Johannessen (NOR) | DNF-4                      |
| 123                        | Erik Nordsæter Resell (NOR)      | 48è                        |
| 124                        | William Blume Levy (DEN)         | 107è                       |
| 125                        | Martin Bugge Urianstad (NOR)     | 35è                        |
| 126                        | Rasmus Tiller (NOR) (ruta)       | 45è                        |
| 127                        | Fredrik Dversnes (NOR)           | 22è                        |

| Equipo Kern Pharma EKP | Equipo Kern Pharma EKP           | Equipo Kern Pharma EKP |
| ---------------------- | -------------------------------- | ---------------------- |
| Núm                    | Ciclista                         | Pos                    |
| 131                    | Francisco Galván Fernández (ESP) | DNF-4                  |
| 132                    | Martí Márquez (ESP)              | NP-3                   |
| 133                    | Danny van der Tuuk (NED)         | 70è                    |
| 134                    | Raúl García Pierna (ESP)         | 19è                    |
| 135                    | Álex Jaime (ESP)                 | 89è                    |
| 136                    | Eugenio Sánchez López (ESP)      | DNF-4                  |
| 137                    | Pau Miquel Delgado (ESP)         | 14è                    |

| Bingoal WB BWB | Bingoal WB BWB          | Bingoal WB BWB |
| -------------- | ----------------------- | -------------- |
| Núm            | Ciclista                | Pos            |
| 141            | Floris De Tier (BEL)    | FC-5           |
| 142            | Johan Meens (BEL)       | 78è            |
| 143            | Julian Mertens (BEL)    | DNF-4          |
| 144            | Rémy Mertz (BEL)        | 42è            |
| 145            | Ludovic Robeet (BEL)    | 101è           |
| 146            | Luca Van Boven (BEL)    | 41è            |
| 147            | Nathan Vandepitte (FRA) | NP-3           |

| Tudor Pro Cycling Team TUD | Tudor Pro Cycling Team TUD  | Tudor Pro Cycling Team TUD |
| -------------------------- | --------------------------- | -------------------------- |
| Núm                        | Ciclista                    | Pos                        |
| 151                        | Tom Bohli (SUI)             | 71è                        |
| 152                        | Jacob Eriksson (SWE)        | NP-3                       |
| 153                        | Lucas Eriksson (SWE) (ruta) | 24è                        |
| 154                        | Alexander Kamp (DEN)        | 97è                        |
| 155                        | Simon Pellaud (SUI)         | 30è                        |
| 156                        | Petr Kelemen (CZE)          | 33è                        |
| 157                        | Joel Suter (SUI)            | 10è                        |

| Saint Michel-Mavic-Auber 93 AUB | Saint Michel-Mavic-Auber 93 AUB | Saint Michel-Mavic-Auber 93 AUB |
| ------------------------------- | ------------------------------- | ------------------------------- |
| Núm                             | Ciclista                        | Pos                             |
| 161                             | Rudy Barbier (FRA)              | FC-5                            |
| 162                             | Romain Cardis (FRA)             | 65è                             |
| 163                             | Nicolas Debeaumarché (FRA)      | 63è                             |
| 164                             | Théo Delacroix (FRA)            | 28è                             |
| 165                             | Flavien Maurelet (FRA)          | 90è                             |
| 166                             | Anthony Maldonado (FRA)         | 84è                             |
| 167                             | Morne van Niekerk (RSA)         | NP-3                            |

| Go Sport-Roubaix Lille Métropole GRL | Go Sport-Roubaix Lille Métropole GRL | Go Sport-Roubaix Lille Métropole GRL |
| ------------------------------------ | ------------------------------------ | ------------------------------------ |
| Núm                                  | Ciclista                             | Pos                                  |
| 171                                  | Rait Ärm (EST)                       | FC-5                                 |
| 172                                  | Thomas Boudat (FRA)                  | NP-3                                 |
| 173                                  | Kenny Molly (BEL)                    | DNF-4                                |
| 174                                  | Samuel Leroux (FRA)                  | 82è                                  |
| 175                                  | Jérémy Leveau (FRA)                  | 103è                                 |
| 176                                  | Valentin Tabellion (FRA)             | NP-3                                 |
| 177                                  | Norman Vahtra (EST)                  | 80è                                  |

| CIC U Nantes Atlantique UCN | CIC U Nantes Atlantique UCN   | CIC U Nantes Atlantique UCN |
| --------------------------- | ----------------------------- | --------------------------- |
| Núm                         | Ciclista                      | Pos                         |
| 181                         | Pierre Barbier (FRA)          | FC-5                        |
| 182                         | Jordan Jegat (FRA)            | 40è                         |
| 183                         | Léo Danès (FRA)               | 88è                         |
| 184                         | Maël Guégan (FRA)             | 47è                         |
| 185                         | Nolann Mahoudo (FRA)          | DNF-4                       |
| 186                         | Emmanuel Morin (FRA)          | 99è                         |
| 187                         | Rasmus Søjberg Pedersen (DEN) | 110è                        |

| Nice Métropole Côte d'Azur NMC | Nice Métropole Côte d'Azur NMC | Nice Métropole Côte d'Azur NMC |
| ------------------------------ | ------------------------------ | ------------------------------ |
| Núm                            | Ciclista                       | Pos                            |
| 191                            | Jonathan Couanon (FRA)         | FC-5                           |
| 192                            | Paul Hennequin (FRA)           | DNF-4                          |
| 193                            | Damien Girard (FRA)            | DNF-4                          |
| 194                            | Julian Lino (FRA)              | 94è                            |
| 195                            | Jean-Louis Le Ny (FRA)         | 83è                            |
| 196                            | Andrea Mifsud                  | 62è                            |
| 197                            | Larry Valvasori (LUX)          | 102è                           |

| Cofidis COF | Cofidis COF               | Cofidis COF |
| ----------- | ------------------------- | ----------- |
| Núm         | Ciclista                  | Pos         |
| 1           | Benjamin Thomas (FRA)     | 11è         |
| 2           | Thomas Champion (FRA)     | 105è        |
| 3           | Alexandre Delettre (FRA)  | 27è         |
| 4           | Anthony Perez (FRA)       | 9è          |
| 5           | Pierre-Luc Périchon (FRA) | 74è         |
| 6           | Hugo Toumire (FRA)        | 64è         |
| 7           | Jelle Wallays (BEL)       | 91è         |

| Ineos Grenadiers IGD | Ineos Grenadiers IGD     | Ineos Grenadiers IGD |
| -------------------- | ------------------------ | -------------------- |
| Núm                  | Ciclista                 | Pos                  |
| 11                   | Michał Kwiatkowski (POL) | 54è                  |
| 12                   | Michael Leonard (CAN)    | 86è                  |
| 13                   | Luke Rowe (GBR)          | 60è                  |
| 14                   | Pàvel Sivakov (FRA)      | 5è                   |
| 15                   | Joshua Tarling (GBR)     | 56è                  |
| 16                   | Ben Tulett (GBR)         | 49è                  |
| 17                   | Ben Turner (GBR)         | 38è                  |

| AG2R Citroën Team ACT | AG2R Citroën Team ACT        | AG2R Citroën Team ACT |
| --------------------- | ---------------------------- | --------------------- |
| Núm                   | Ciclista                     | Pos                   |
| 21                    | Benoît Cosnefroy (FRA)       | 39è                   |
| 22                    | Franck Bonnamour (FRA)       | 16è                   |
| 23                    | Greg Van Avermaet (BEL)      | 20è                   |
| 24                    | Oliver Naesen (BEL)          | 29è                   |
| 25                    | Valentin Paret-Peintre (FRA) | 96è                   |
| 26                    | Alan Retailleau (FRA)        | 66è                   |
| 27                    | Lawrence Warbasse (USA)      | 53è                   |

| Trek-Segafredo TFS | Trek-Segafredo TFS      | Trek-Segafredo TFS |
| ------------------ | ----------------------- | ------------------ |
| Núm                | Ciclista                | Pos                |
| 31                 | Mads Pedersen (DEN)     | 69è                |
| 32                 | Julien Bernard (FRA)    | 13è                |
| 33                 | Markus Hoelgaard (NOR)  | 51è                |
| 34                 | Jacopo Mosca (ITA)      | 81è                |
| 35                 | Mattias Skjelmose (DEN) | 2n                 |
| 36                 | Toms Skujiņš (LAT)      | 68è                |
| 37                 | Otto Vergaerde (BEL)    | DNF-1              |

| Groupama-FDJ GFC | Groupama-FDJ GFC        | Groupama-FDJ GFC |
| ---------------- | ----------------------- | ---------------- |
| Núm              | Ciclista                | Pos              |
| 41               | Thibaut Pinot (FRA)     | 6è               |
| 42               | Bruno Armirail (FRA)    | 52è              |
| 43               | Enzo Paleni (FRA)       | 109è             |
| 44               | Fabian Lienhard (SUI)   | 98è              |
| 45               | Jake Stewart (GBR)      | DNF-4            |
| 46               | Lars van den Berg (NED) | NP-3             |
| 47               | Samuel Watson (GBR)     | 55è              |

| Alpecin-Deceuninck ADC | Alpecin-Deceuninck ADC      | Alpecin-Deceuninck ADC |
| ---------------------- | --------------------------- | ---------------------- |
| Núm                    | Ciclista                    | Pos                    |
| 51                     | Dries De Bondt (BEL)        | 75è                    |
| 52                     | Robbe Ghys (BEL)            | 108è                   |
| 53                     | Axel Laurance (FRA)         | 18è                    |
| 54                     | Edward Planckaert (BEL)     | 76è                    |
| 55                     | Lionel Taminiaux (BEL)      | 79è                    |
| 56                     | Fabio Van den Bossche (BEL) | 43è                    |
| 57                     | Ayco Bastiaens (BEL)        | 87è                    |

| EF Education-EasyPost EFE | EF Education-EasyPost EFE      | EF Education-EasyPost EFE |
| ------------------------- | ------------------------------ | ------------------------- |
| Núm                       | Ciclista                       | Pos                       |
| 61                        | Magnus Cort Nielsen (DEN)      | 58è                       |
| 62                        | Stefan Bissegger (SUI) (crono) | 72è                       |
| 63                        | Simon Carr (GBR)               | 111è                      |
| 64                        | Ben Healy (IRL)                | NP-3                      |
| 65                        | Mark Padun (UKR)               | 100è                      |
| 66                        | Andrea Piccolo (ITA)           | 57è                       |
| 67                        | Neilson Powless (USA)          | 1r                        |

| Arkéa-Samsic ARK | Arkéa-Samsic ARK         | Arkéa-Samsic ARK |
| ---------------- | ------------------------ | ---------------- |
| Núm              | Ciclista                 | Pos              |
| 71               | Kévin Vauquelin (FRA)    | 4t               |
| 72               | Alan Riou (FRA)          | 92è              |
| 73               | Thibault Guernalec (FRA) | 37è              |
| 74               | Daniel McLay (GBR)       | 104è             |
| 75               | Luca Mozzato (ITA)       | 50è              |
| 76               | Louis Barré (FRA)        | 31è              |
| 77               | Laurent Pichon (FRA)     | 85è              |

| Israel-Premier Tech IPT | Israel-Premier Tech IPT | Israel-Premier Tech IPT |
| ----------------------- | ----------------------- | ----------------------- |
| Núm                     | Ciclista                | Pos                     |
| 81                      | Guillaume Boivin (CAN)  | NP-5                    |
| 82                      | Hugo Houle (CAN)        | 8è                      |
| 83                      | Krists Neilands (LAT)   | 12è                     |
| 84                      | Dylan Teuns (BEL)       | 15è                     |
| 85                      | Sep Vanmarcke (BEL)     | 34è                     |
| 86                      | Oded Kogut (ISR)        | 112è                    |
| 87                      | Nadav Raisberg (ISR)    | 61è                     |

| Lotto Dstny LTD | Lotto Dstny LTD          | Lotto Dstny LTD |
| --------------- | ------------------------ | --------------- |
| Núm             | Ciclista                 | Pos             |
| 91              | Arnaud De Lie (BEL)      | 7è              |
| 92              | Cedric Beullens (BEL)    | NP-3            |
| 93              | Jasper De Buyst (BEL)    | 46è             |
| 94              | Johannes Adamietz (GER)  | FC-5            |
| 95              | Sébastien Grignard (BEL) | NP-3            |
| 96              | Liam Slock (BEL)         | 77è             |
| 97              | Brent Van Moer (BEL)     | 25è             |

| TotalEnergies TEN | TotalEnergies TEN        | TotalEnergies TEN |
| ----------------- | ------------------------ | ----------------- |
| Núm               | Ciclista                 | Pos               |
| 101               | Pierre Latour (FRA)      | 3r                |
| 102               | Mathieu Burgaudeau (FRA) | 17è               |
| 103               | Anthony Turgis (FRA)     | 36è               |
| 104               | Thomas Bonnet (FRA)      | 26è               |
| 105               | Valentin Ferron (FRA)    | 21è               |
| 106               | Julien Simon (FRA)       | 32è               |
| 107               | Dries Van Gestel (BEL)   | 44è               |

| Team Flanders-Baloise TFB | Team Flanders-Baloise TFB | Team Flanders-Baloise TFB |
| ------------------------- | ------------------------- | ------------------------- |
| Núm                       | Ciclista                  | Pos                       |
| 111                       | Jenno Berckmoes (BEL)     | 23è                       |
| 112                       | Vito Braet (BEL)          | 106è                      |
| 113                       | Gilles De Wilde (BEL)     | 59è                       |
| 114                       | Milan Fretin (BEL)        | 95è                       |
| 115                       | Elias Maris (BEL)         | 73è                       |
| 116                       | Aaron Van Poucke (BEL)    | 93è                       |
| 117                       | Aaron Verwilst (BEL)      | DNF-1                     |

| Uno-X Pro Cycling Team UXT | Uno-X Pro Cycling Team UXT       | Uno-X Pro Cycling Team UXT |
| -------------------------- | -------------------------------- | -------------------------- |
| Núm                        | Ciclista                         | Pos                        |
| 121                        | Kristoffer Halvorsen (NOR)       | 67è                        |
| 122                        | Anders Halland Johannessen (NOR) | DNF-4                      |
| 123                        | Erik Nordsæter Resell (NOR)      | 48è                        |
| 124                        | William Blume Levy (DEN)         | 107è                       |
| 125                        | Martin Bugge Urianstad (NOR)     | 35è                        |
| 126                        | Rasmus Tiller (NOR) (ruta)       | 45è                        |
| 127                        | Fredrik Dversnes (NOR)           | 22è                        |

| Equipo Kern Pharma EKP | Equipo Kern Pharma EKP           | Equipo Kern Pharma EKP |
| ---------------------- | -------------------------------- | ---------------------- |
| Núm                    | Ciclista                         | Pos                    |
| 131                    | Francisco Galván Fernández (ESP) | DNF-4                  |
| 132                    | Martí Márquez (ESP)              | NP-3                   |
| 133                    | Danny van der Tuuk (NED)         | 70è                    |
| 134                    | Raúl García Pierna (ESP)         | 19è                    |
| 135                    | Álex Jaime (ESP)                 | 89è                    |
| 136                    | Eugenio Sánchez López (ESP)      | DNF-4                  |
| 137                    | Pau Miquel Delgado (ESP)         | 14è                    |

| Bingoal WB BWB | Bingoal WB BWB          | Bingoal WB BWB |
| -------------- | ----------------------- | -------------- |
| Núm            | Ciclista                | Pos            |
| 141            | Floris De Tier (BEL)    | FC-5           |
| 142            | Johan Meens (BEL)       | 78è            |
| 143            | Julian Mertens (BEL)    | DNF-4          |
| 144            | Rémy Mertz (BEL)        | 42è            |
| 145            | Ludovic Robeet (BEL)    | 101è           |
| 146            | Luca Van Boven (BEL)    | 41è            |
| 147            | Nathan Vandepitte (FRA) | NP-3           |

| Tudor Pro Cycling Team TUD | Tudor Pro Cycling Team TUD  | Tudor Pro Cycling Team TUD |
| -------------------------- | --------------------------- | -------------------------- |
| Núm                        | Ciclista                    | Pos                        |
| 151                        | Tom Bohli (SUI)             | 71è                        |
| 152                        | Jacob Eriksson (SWE)        | NP-3                       |
| 153                        | Lucas Eriksson (SWE) (ruta) | 24è                        |
| 154                        | Alexander Kamp (DEN)        | 97è                        |
| 155                        | Simon Pellaud (SUI)         | 30è                        |
| 156                        | Petr Kelemen (CZE)          | 33è                        |
| 157                        | Joel Suter (SUI)            | 10è                        |

| Saint Michel-Mavic-Auber 93 AUB | Saint Michel-Mavic-Auber 93 AUB | Saint Michel-Mavic-Auber 93 AUB |
| ------------------------------- | ------------------------------- | ------------------------------- |
| Núm                             | Ciclista                        | Pos                             |
| 161                             | Rudy Barbier (FRA)              | FC-5                            |
| 162                             | Romain Cardis (FRA)             | 65è                             |
| 163                             | Nicolas Debeaumarché (FRA)      | 63è                             |
| 164                             | Théo Delacroix (FRA)            | 28è                             |
| 165                             | Flavien Maurelet (FRA)          | 90è                             |
| 166                             | Anthony Maldonado (FRA)         | 84è                             |
| 167                             | Morne van Niekerk (RSA)         | NP-3                            |

| Go Sport-Roubaix Lille Métropole GRL | Go Sport-Roubaix Lille Métropole GRL | Go Sport-Roubaix Lille Métropole GRL |
| ------------------------------------ | ------------------------------------ | ------------------------------------ |
| Núm                                  | Ciclista                             | Pos                                  |
| 171                                  | Rait Ärm (EST)                       | FC-5                                 |
| 172                                  | Thomas Boudat (FRA)                  | NP-3                                 |
| 173                                  | Kenny Molly (BEL)                    | DNF-4                                |
| 174                                  | Samuel Leroux (FRA)                  | 82è                                  |
| 175                                  | Jérémy Leveau (FRA)                  | 103è                                 |
| 176                                  | Valentin Tabellion (FRA)             | NP-3                                 |
| 177                                  | Norman Vahtra (EST)                  | 80è                                  |

| CIC U Nantes Atlantique UCN | CIC U Nantes Atlantique UCN   | CIC U Nantes Atlantique UCN |
| --------------------------- | ----------------------------- | --------------------------- |
| Núm                         | Ciclista                      | Pos                         |
| 181                         | Pierre Barbier (FRA)          | FC-5                        |
| 182                         | Jordan Jegat (FRA)            | 40è                         |
| 183                         | Léo Danès (FRA)               | 88è                         |
| 184                         | Maël Guégan (FRA)             | 47è                         |
| 185                         | Nolann Mahoudo (FRA)          | DNF-4                       |
| 186                         | Emmanuel Morin (FRA)          | 99è                         |
| 187                         | Rasmus Søjberg Pedersen (DEN) | 110è                        |

| Nice Métropole Côte d'Azur NMC | Nice Métropole Côte d'Azur NMC | Nice Métropole Côte d'Azur NMC |
| ------------------------------ | ------------------------------ | ------------------------------ |
| Núm                            | Ciclista                       | Pos                            |
| 191                            | Jonathan Couanon (FRA)         | FC-5                           |
| 192                            | Paul Hennequin (FRA)           | DNF-4                          |
| 193                            | Damien Girard (FRA)            | DNF-4                          |
| 194                            | Julian Lino (FRA)              | 94è                            |
| 195                            | Jean-Louis Le Ny (FRA)         | 83è                            |
| 196                            | Andrea Mifsud                  | 62è                            |
| 197                            | Larry Valvasori (LUX)          | 102è                           |